# Tamukhi
Tamkuhi fou un estat tributari protegit del tipus zamindari, als districtes de Basti i Gorakhpur a les Províncies Unides avui Uttar Pradesh i als districtes de Muzaffarpur, Darbhanga, Saran, i Gaya a Bihar amb un total de 253 pobles. Els sobirans eren bhuinhars, descendents d'un rajput de nom Fateh Sahi, rajà d'Hathwa, que es va casar amb una dona bhuinhar. Es va oposar als britànics després de la batalla de Buxar i es va haver de refugiar a les jungles a la riba del Gran Gandak, en territori d'Oudh, on tenia un estat zamindari. Va ampliar notablement aquest zamindari però els seus fills van perdre molt territori; després un net va recuperar en part vers 1830-1840, establint-se a Salemgarh, al districte de Gorakhpur, fundant una branca separada; un altre net va conservar Tamkuhi i també va incrementar els territoris obtenint el títol de raja hereditari. Vers 1901 governava la Coprt de Wards perquè el rajà Indrajit Pratap Bahadur Sahi era menor d'edat (nascut el 1893).